# Fissicrambus briseis
Fissicrambus briseis là một loài bướm đêm trong họ Crambidae.